# Emergent (logiciel)
Emergent est un logiciel de simulation neuronale 3D destiné à créer des modèles du cerveau et des processus cognitifs réalistes. Il fournit une implémentation de Leabra (local, error-driven and associative, biologically realistic algorithm), modèle phare, qui fut développée par Randall C. O'Reilly dans sa thèse de doctorat.
Le développement a commencé en 1995 à l'Université Carnegie Mellon.